# Baccharis johnwurdackiana
Baccharis johnwurdackiana là một loài thực vật có hoa trong họ Cúc. Loài này được H.Rob. mô tả khoa học đầu tiên năm 1997.